# Aka (Fukuoka)
Pour les articles homonymes, voir Aka.
Aka (赤村, Aka-mura) est un village du district de Tagawa, dans la préfecture de Fukuoka, au Japon.

## Géographie

### Démographie
Au 1er février 2016, la population d'Aka s'élevait à 2 983 habitants répartis sur une superficie de 31,98 km2.